# North Wind (アルバム)
『North Wind』（ノース・ウィンド）は、松田聖子通算2枚目のオリジナル・アルバム。1980年12月1日発売。発売元はCBS・ソニー。

## 概要
帯コピー：あの日あのとき刻みたい、聖子。
先行シングル「風は秋色/Eighteen」（両A面）を含む。シングルに続き、アルバムでも初めてオリコン週間チャートで1位を獲得した。
タイトルが表すように、秋から冬への移ろいをイメージさせる楽曲が並んでいる。カセットテープは初回生産分のみ特殊パッケージ仕様で発売され、また、LPリリースから約3か月半後の1981年3月21日には、マスター・サウンド（当時のソニーが持てる技術を駆使した最高音質）仕様盤が発売された。
2015年8月28日、待望のSACD化（ハイブリッド盤）。企画・販売は株式会社ステレオサウンド。「松田聖子SACD化プロジェクト」第4弾としてアルバム『Silhouette』と同時発売された。オリジナル2トラックミックスダウンマスターに遡ってDSDマスタリングされている。この企画のスーパーバイザーである嶋護（しま・もり）は解説書の中で、「デビューからまだ半年の松田聖子の声は、無垢な輝きを少しも臆することなく放射していた。『North Wind』SACDは、その輝かしい声が文字通り縦横に展開したスペクタクルの一部始終を、ひりひりするような剥き出しのままに再現するだろう」とSACDの絶大な威力を記している。

## 収録曲

### レコード / CT
| 全作詞: 三浦徳子、全作曲: 小田裕一郎。 |                  |           |            |            |      |
| #                                      | タイトル         | 作詞      | 作曲・編曲 | 編曲       | 時間 |
| 1.                                     | 「白い恋人」     | 三浦徳子  | 小田裕一郎 | 大村雅朗   | 3:32 |
| 2.                                     | 「花時計咲いた」 | 三浦徳子  | 小田裕一郎 | 信田かずお | 5:23 |
| 3.                                     | 「North Wind」   | 三浦徳子  | 小田裕一郎 | 信田かずお | 3:55 |
| 4.                                     | 「冬のアルバム」 | 三浦徳子  | 小田裕一郎 | 信田かずお | 3:26 |
| 5.                                     | 「風は秋色」     | 三浦徳子  | 小田裕一郎 | 信田かずお | 4:11 |
| 合計時間:                              | 合計時間:        | 合計時間: | 20:27      |            |      |

| 全作詞: 三浦徳子、全作曲: 小田裕一郎（特記以外）。 |                              |           |                        |            |      |
| #                                                  | タイトル                     | 作詞      | 作曲・編曲             | 編曲       | 時間 |
| 1.                                                 | 「Only My Love」             | 三浦徳子  | 小田裕一郎（特記以外） | 信田かずお | 4:09 |
| 2.                                                 | 「スプーン一杯の朝」         | 三浦徳子  | 小田裕一郎（特記以外） | 大村雅朗   | 3:43 |
| 3.                                                 | 「Eighteen」(作曲: 平尾昌晃) | 三浦徳子  | 小田裕一郎（特記以外） | 信田かずお | 3:20 |
| 4.                                                 | 「ウィンター・ガーデン」     | 三浦徳子  | 小田裕一郎（特記以外） | 大村雅朗   | 3:59 |
| 5.                                                 | 「しなやかな夜」             | 三浦徳子  | 小田裕一郎（特記以外） | 大村雅朗   | 4:42 |
| 合計時間:                                          | 合計時間:                    | 合計時間: | 19:53                  |            |      |

## 楽曲解説

### Side A
1. 白い恋人
2. 花時計咲いた
3. North Wind
アルバムタイトル曲。
4. 冬のアルバム
5. 風は秋色
3枚目のシングル（両A面）のA面収録曲。

### Side B
1. Only My Love
SONY Night Square『松田聖子 夢で逢えたら』オープニング曲。
カウントダウン・ライブでは、新年の幕開け1曲目に歌われることが多い。
Another Side of Seiko 27の投票では第8位にランクインした。
2. スプーン一杯の朝
3. Eighteen
3枚目のシングル（両A面）のB面収録曲。
4. ウィンター・ガーデン
5. しなやかな夜

## クレジット
Producer: M.Wakamatsu(CBS/SONY) / Assistant Director: T.Ueno(SunMusic) / Engineer: T.Suzuki / Assistant Engineer: S.Takamoto, A.Sasaki / Photographer: T.Muto / Designer: M.Yamada / Recording Date: September, October 1980 / Recording Place: CBS/SONY Shinanomachi St. No.1, No.2, No3

### Side A
1. 白い恋人
Drums 滝本季延 E.Bass 松本茂 E.Guitar 土方隆行 F.Guitar 笛吹利明 Keyboards 山田秀俊 西本明 Percussions ペッカー Trumpet 数原晋グループ Horn 沖田晏宏グループ Strings 多グループ
2. 花時計咲いた
Drums 広瀬徳志 E.Bass 松本茂 E.Guitar 今剛 F.Guitar 松下誠 Keyboards 信田かずお Percussions 穴井忠臣 Strings JOEグループ
3. North Wind
Drums 広瀬徳志 E.Bass 松本茂 E.Guitar 今剛 F.Guitar 松下誠 Keyboards 信田かずお Percussions 穴井忠臣 Trumpet 数原晋グループ A.Sax 村岡健 T.Sax 斉藤清 Chorus 信田かずお 松下誠
4. 冬のアルバム
Drums 市原康 E.Bass 松本茂 E.Guitar 今剛 松下誠 Keyboards 信田かずお Percussions ラリー Flute 旭孝 Chorus 信田かずお 松下誠 Strings JOEグループ
5. 風は秋色
Drums 広瀬徳志 E.Bass 多田文信 E.Guitar 松宮幹彦 F.Guitar 安田裕美 Keyboards 信田かずお Percussions 穴井忠臣 Flute 中谷望 藤山明 Marimba 宅間久善 Chorus フリーザー Strings JOEグループ

### Side B
1. Only My Love
Drums 市原康 E.Bass 松本茂 E.Guitar 今剛 松下誠 Keyboards 信田かずお Percussions ラリー Chorus 信田かずお 松下誠 Strings JOEグループ
2. スプーン一杯の朝
Drums 島村英二 E.Bass 長岡道夫 E.Guitar 芳野藤丸 F.Guitar 笛吹利明 Keyboards 山田秀俊 Percussions ペッカー Lyricon ジェイク・H・コンセプション Chorus バズ
3. Eighteen
Drums 市原康 E.Bass 多田文信 E.Guitar 松下誠 F.Guitar 安田裕美 Keyboards 信田かずお Percussions 穴井忠臣 Marimba 宅間久喜 Chorus 信田かずお 松下誠 Strings JOEグループ
4. ウィンター・ガーデン
Drums 島村英二 E.Bass 長岡道夫 E.Guitar 芳野藤丸 F.Guitar 笛吹利明 Keyboards 山田秀俊 Percussions ペッカー Flute 衛藤幸雄 石橋正治 Chorus バズ Strings 多グループ
5. しなやかな夜
Drums 滝本季延 E.Bass 松本茂 E.Guitar 土方隆行 F.Guitar 笛吹利明 Keyboards 西本明 Percussions ペッカー Quena 旭季 Dulcimer 生明慶二 Strings 多グループ

## 発売形態
| 形態            | 発売日         | 品番         | 発売元            | 備考 |
| --------------- | -------------- | ------------ | ----------------- | --- |
| LP              | 1980年12月01日 | 27AH-1154    | CBS/SONY          | |
| LP              | 1983年06月22日 | 30AH-1608    | CBS/SONY          | 【LP再発】マスターサウンド盤                                                                                              |
| CT              | 1980年12月01日 | 27KH-932     | CBS/SONY          | |
| CT              | 1983年07月01日 | 33KH-1333    | CBS/SONY          | 【CT再発】メタル・マスターサウンド盤                                                                                      |
| CD              | 1983年12月21日 | 35DH-69      | CBS/SONY          | 【初CD化】3,500円盤、箱帯。                                                                                               |
| CD              | 1987年11月21日 | 32DH-784     | CBS/SONY          | 【CD再発】3,200円/3,008円盤                                                                                               |
| CD              | 1991年05月15日 | SRCL-1853    | SONY RECORDS      | 【CD再発】CD選書盤 |
| CD              | 2006年07月19日 | SRCL-6302    | SONY RECORDS      | 【CD BOX】74枚組BOX SET『Seiko Matsuda』Disc.02として。 2006年リマスタリング、LPサイズジャケット、単独販売なし。          |
| Blu-spec CD+DVD | 2009年08月05日 | SRCL-20013/4 | SONY RECORDS      | 【CD再発】Blu-spec CD盤。2006年リマスタリング。DVDには「風は秋色」の80年代ライブ映像オリジナル・ミックスを収録。          |
| Blu-spec CD     | 2012年02月15日 | MHCL-20147   | SONY MUSIC DIRECT | 【CD再発】Blu-spec CD盤。「風は秋色」と「Eighteen」のオリジナルカラオケを追加収録。初回限定盤はLPサイズ紙ジャケット仕様。 |
| Blu-spec CD2    | 2013年07月24日 | MHCL-30108   | SONY MUSIC DIRECT | |

## リリース作品
- 白い恋人
  - SEIKO SUITE
  - Premium Diamond Bible
  - SEIKO MEMORIES 〜Masaaki Omura Works〜
  - Seiko Matsuda 40th Anniversary Bible -bright moment-
- 花時計咲いた
  - 聖子・fragrance
  - SEIKO SUITE
- North Wind
  - Seiko Box
  - SEIKO SUITE
- 冬のアルバム
  - SEIKO SUITE
- 風は秋色
  - 風は秋色/Eighteen#関連作品を参照されたい
- Only My Love
  - 聖子・fragrance
  - Seiko Box
  - Bible
  - Seiko Celebration
  - SEIKO SUITE
  - Another side of Seiko 27（14）
  - Premium Diamond Bible
  - Diamond Bible
  - SEIKO STORY〜80's HITS COLLECTION〜
- スプーン一杯の朝　
  - SEIKO SUITE
- Eighteen
  - 風は秋色/Eighteen#関連作品を参照されたい
- ウィンター・ガーデン
  - SEIKO SUITE
  - Seiko Matsuda Christmas Songs
  - SEIKO MEMORIES 〜Masaaki Omura Works〜
- しなやかな夜
  - Seiko Matsuda Best Ballad